# Sagrera-TAV (métro de Barcelone)
Ne doit pas être confondu avec gare de Barcelone-La Sagrera-Meridiana ou gare de Barcelone-Sagrera TAV.
Sagrera | TAV ou La Sagrera | TAV est une future station des lignes 4, 9 et 10 du métro de Barcelone. Elle devrait être en correspondance avec la nouvelle gare de Barcelone-Sagrera TAV.

## Situation sur le réseau
La station se trouve sur le tronçon nord des actuelles ligne 9 et ligne 10. Tout comme pour la station La Sagrera, les quais prévus pour la ligne 4 voient passer provisoirement les trains des lignes 9 et 10, en attendant que les quais spécifiques à ces deux lignes ne soient construits.

## Histoire
Malgré l'ouverture du tronçon nord des lignes 9 et 10 en 2010, la station n'est pas prête pour l'inauguration.